# Ex punk, ora venduto
Ex punk, ora venduto är den italienska sångaren Johnson Righeiras debutalbum, utgivet 2006 via skivbolagen Italian Records och Astroman.

## Låtlista
Alla låtar är skrivna och komponerade av Stefano Righi, om inte annat anges.
| Nr | Titel                                  | Kompositör                             | Längd |
| -- | -------------------------------------- | -------------------------------------- | ----- |
| 1. | "Bianca Surf"                          |                                        | 3:33  |
| 2. | "Clonazione geghegè"                   | Righi, Enrico Serotti, Marco Bertoni   | 3:59  |
| 3. | "Alien Reggaeira"                      |                                        | 3:00  |
| 4. | "Tambroni Twist"                       |                                        | 4:06  |
| 5. | "Operazione sole"                      | Giuseppe Faiella, Mario Cenci          | 2:53  |
| 6. | "L'estate sta finendo (Proto Version)" | Righi, Stefano Rota, Carmelo La Bionda | 2:47  |
| 7. | "Photoni"                              |                                        | 3:52  |
| 8. | "Bianca Surf (Punk Version)"           |                                        | 2:43  |

## Medverkande
- Stefano Righi – sång
- Leo Tormento – trummor
- Andy Bellombrosa – gitarr
- Gianni Lo Grezzo – gitarr
- Frankie Grossolani – elbas
- Enzo Russo – fotografi
- Oderso Rubini – producent